# Mahe (Lofa)
Der Mahe ist ein linker Nebenfluss des Lofa in Westafrika.

## Verlauf
Der Fluss hat seine Quellen in Gbarpolu County, etwa 30 km nordöstlich der Stadt Tubmanburg. Er hat eine Länge von 136 km und fließt in südliche Richtung. Der Mahe mündet im Bomi County, etwa 2 km nördlich von Gbah Jakeh, in den Fluss Lofa.